# Mohamed Benabou
Pour les articles homonymes, voir Benabou.
Mohamed Benabou (arabe : محمد بن عبو), né le 1er janvier 1963 à Relizane, est un footballeur international algérien qui évoluait au poste d'attaquant.

## Biographie

### Carrière en sélection
Mohamed Benabou reçoit 14 sélections en équipe d'Algérie entre 1988 et 1989, inscrivant trois buts.

## Palmarès
RC Relizane
- Championnat d'Algérie :
  - Meilleur buteur : 1987-88 (19 buts).   1989-90 (12 buts).